# Cratere Langevin
Langevin è un cratere lunare di 57,8 km situato nella parte nord-occidentale della faccia nascosta della Luna, ad est del cratere Campbell e ad ovest del cratere Chandler.
Si tratta di un cratere notevolmente danneggiato che è stato oggetto di impatti meteorici multipli sovrapposti. La depressione che il cratere Langevin crea nella superficie è scarsamente distinguibile dal terreno circostante. Il bordo esterno e le caratteristiche interne hanno perso molto della loro conformazione originaria a causa di questa notevole usura. Lungo il bordo si trovano dei crateri più piccoli, tra i quali un gruppo lungo il bordo sud-occidentale ed un cratere singolo lungo il bordo nord-orientale. L'interno è segnato da tanti piccoli crateri.
Il cratere è dedicato al fisico francese Paul Langevin.

## Crateri correlati
Alcuni crateri minori situati in prossimità di Langevin sono convenzionalmente identificati, sulle mappe lunari, attraverso una lettera associata al nome.
| Langevin | Coordinate             | Diametro (in km) |
| -------- | ---------------------- | ---------------- |
| C        | 46°19′48″N 165°28′48″E | 20,75            |
| K        | 41°30′00″N 163°57′36″E | 16,02            |